# Балабан Віра Григорівна
Ві́ра Григо́рівна Балаба́н (5 березня 1892, Кременчук — 18 березня 1976, Київ) — українська педіатр, педагог. Доктор медичних наук (1944), професор (1946). Дослідниця питань розладів харчування дітей раннього віку, ревматичних та токсико-септичних захворювань, захворювань дихальної системи.
Майже 30 років — наукова співробітниця та педагог Київського медичного інституту (1938—1967), з яких 19 років — фундатор та завідувачка кафедри факультетської педіатрії. Авторка понад 50 наукових робіт. Наставниця декількох поколінь відомих педіатрів, зокрема Олени Лук'янової та Петра Мощича.

## Життєпис
Народилась 5 березня 1892 року в місті Кременчук на Полтавщині.
У 1916 році закінчила Київський жіночий медичний інститут, який у радянській Україні було долучено до складу Київського медичного інституту (КМІ). Учениця професорів Євгена Скловського та Льва Фінкельштейна.
У подальшому понад 20 років — на лікарській роботі. У цей період захистила дисертацію та їй присуджено науковий ступінь кандидата медичних наук. У 1938 році обійняла посаду асистента, пізніше доцента кафедри дитячих хвороб КМІ. Протягом року (1943—1944) завідувала цією кафедрою.
У 1944 році їй присуджено науковий ступінь доктора медичних наук після захисту дисертації на тему «Опыт клинической характеристики парентеральных гриппозных диспепсий». Відтоді ж — фундатор та завідувачка новоствореної кафедри факультетскої педіатрії. У 1946 році присвоєне вчене звання професора.
У 1963 році залишила посаду завідувачки кафедри факультетської педіатрії через необхідність реабілітації після операції з видалення злоякісної пухлини. До 1967 року працювала на посаді професора-консультанта, після чого вийшла на заслужений відпочинок.
Померла на 85-му році життя 18 березня 1976 року. Похована на Байковому кладовищі.

## Наукова діяльність

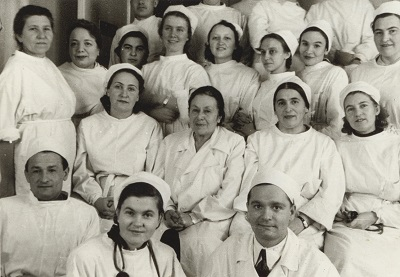
Лікарі-науковці кафедри факультетської педіатрії, в центрі — Віра Балабан, у нижньому ряду праворуч — майбутній професор Петро Мощич

У 1947 році на кафедрі факультетської педіатрії під керівництвом Віри Балабан розпочалася наукова робота, була створена бактеріологічна лабораторія. Вивчалися токсично-септичні захворювання дітей, проводилось лікування кишкового токсикозу, розроблялася діагностика та терапія колагенозів та ревматизму. Професор Балабан досліджувала також розлади харчування в дітей раннього віку, захворювання дихальної системи.
З 1956 року на кафедрі досліджували ешерихіоз у дітей, проводилася терапія новими антибіотиками, вивчали проблеми туберкульозного менінгіту в дітей.
З 1960 року Вірою Балабан запроваджені дослідження стафілококової інфекції. Кафедра отримала нове матеріально-технічне оснащення, що дало змогу розширити вивчення стану серцево-судинної системи. Під керівництвом професора Балабан її учнем, Петром Мощичем, вперше в Україні був досліджений вібраційний систолічний шум у дітей. Професор проводила лікарсько-консультативну роботу майже в усіх дитячих лікувальних закладах Києва.
Була власницею великої медичної бібліотеки, для якої художник Костянтин Козловський створив окремий екслібрис. За своє життя стала авторкою понад 50 наукових робіт.
Була науковим консультантом кількох 10 докторських дисертацій та науковим керівником кількох кандидатів наук. Серед учнів Віри Балабан — науковці Олена Лук'янова, Ісаак Трахтенберг, Володимир Войтенко, Петро Мощич тощо. Олена Лук'янова згадувала, що огляди хворих, які проводили професори Віра Балабан та Олена Хохол, були «справжньою клінічною школою, яка давала так багато, що уважний студент до моменту закінчення інституту міг вже бути справжнім лікарем».
Заступниця голови Київського обласного наукового товариства педіатрів, член Правління Республіканського товариства лікарів-педіатрів та спеціалізованої Вченої ради КМІ. Член редакційної колегії часопису «Педіатрія, акушерство та гінекологія». У різні періоди нагороджена орденом «Знак Пошани», почесною грамотою Президії Верховної Ради УРСР, медалями.

## Науковий доробок (частковий)
- «О влиянии сывороточной болезни на течение цереброспинального менингита» / В. Г. Балабан. — Харьков: [б. и.], 1929. — 11 с.; 22 см.
- «Токсико-дистрофічний стан у дітей» // В. Г. Балабан; Педіатрія, акушерство та гінекологія. — 1945. — № 5—6. — С. 7—11.
- «Особливості дистрофій у дітей» // В. Г. Балабан; Педіатрія, акушерство та гінекологія. — 1947. — № 3. — С. 3—8.
- «Про діагностику замаскованих форм дизентерії у дітей раннього віку» // Балабан В. Г., Сітницька І. Т.; Педіатрія, акушерство та гінекологія. — 1951. — № 2. — С. 18—22.
- «Профилактика и выявление ревматизма у детей» / Сост.: проф. В. Г. Балабан, доц. Л. Е. Зельдич. — Киев: [б. и.], 1957. — 16 с.; 20 см.
- «Клинико-этиологические особенности колли-диспепсии» // Балабан В. Г., Елигина М. А., Молченко Е. Ф.; Труды VII Всесоюзного съезда педиатров. — Ленинград, 1957. — С. 157—159.
- «Вялотекущие формы ревматизма у детей и борьба с ними» // Балабан В. Г., Мощич П. С.; Труды Укр. конф. — Киев, 1959. — С. 33—36.
- «Питання етіології кишкових токсикозів у дітей раннього віку» // Балабан В. Г., Бунчик П. С., Єрьоменко А. О.; Педіатрія, акушерство та гінекологія. — 1959. — № 2. — С. 3—7.
- «Деякі питання етіології і клініки кишкових захворювань у дітей раннього віку» // Балабан В. Г., Єрьоменко А. О.; Педіатрія, акушерство та гінекологія. — 1960. — № 2. — С. 7—10.
- «Вопросы ревматизма у детей»: Сборник науч. работ / М-во здравоохранения УССР. Киевский ордена Трудового красного Знамени мед. ин-т им. акад. А. А. Богомольца. Кафедра фак. педиатрии ; Под ред. проф. В. Г. Балабан и доц. П. С. Мощича. — Киев: Госмедиздат УССР, 1963. — 144 с. : черт.; 20 см.
- «Клинические особенности хронической очаговой инфекции в миндалинах у детей» // Сборник «Вопросы ревматизма у детей». — Под ред. В. Г. Балабан и П. С. Мощича. — Киев. — 1963. — С. 36—48.
- «Стан вивчення кишкових захворювань у дітей раннього віку на сучасному етапі» // В. Г. Балабан; Педіатрія, акушерство та гінекологія. — 1965. — № 3. — С. 3—5.
- «Безочаговый стафилококковый сепсис у детей первых месяцев жизни» // Балабан В. Г., Исаева Э. Г.; Материалы 21-й научной сессии, посвященной проблемам стафилококковой инфекции. — Ленинград, 1967. — С. 115—116.